# Piero De Bernardi
Piero De Bernardi (* 12. April 1926 in Prato, Italien; † 8. Januar 2010 in Mailand) war ein italienischer Drehbuchautor. Im Zuge seiner langjährigen Arbeit war er an über 120 Produktionen beteiligt.

## Biografie
Piero De Bernardi wurde 1926 in der Gemeinde Prato in der Toskana, Italien, geboren.
Im Laufe seiner Karriere arbeitete De Benardi häufig mit Leo Benvenuti zusammen, mit dem er ein erfolgreiches Autoren-Duo bildete.
Im Jahr 1953 arbeitete er an seinem ersten Film mit, als er gemeinsam mit Gian Paolo Callegari das Drehbuch für den Film Der Tempelschatz von Bengalen schrieb. Dieser hatte am 18. Dezember desselben Jahres seine Premiere in Italien, wo er unter dem Originaltitel Il tesoro del Bengala lief; in Deutschland wurde erst 1958 aufgeführt. Es folgten zwei weitere Filme im Jahr 1954, darunter Die schwarzen Teufel von Romangai. In den folgenden Jahren arbeitete er an diversen Projekten als Drehbuchautor mit, sodass er 1959 die Drehbücher für bereits 15 Filme geschrieben hatte; 1958 erhielt er das Nastro d’Argento in der Kategorie Bestes Drehbuch für den Film Guendalina, wobei er sich den Preis mit seinem Partner Benvenuti und zwei weiteren Autoren, Valerio Zurlini und Alberto Lattuada, teilte. Am 12. April 1960 wurde seine Tochter Isabella De Bernardi geboren, die später als Schauspielerin in verschiedenen Filmen mitspielte.
In den folgenden Jahrzehnten wirkte De Bernardi an mehr als 100 Filmen als Drehbuchautor mit. Dabei erlangte er noch vier weitere Male das Nastro d’Argento: 1972 wurde er mit Nino Manfredi und Benevuti für Per grazia ricevuta ausgezeichnet und 1976 mit Tullio Pinelli, Benvenuti und Pietro Germi für Ein irres Klassentreffen. Auch 1982 erhielt er mit seinem bewährten Partner Benevuti und dem Autoren-Team mit Tullio Pinelli, mit dem er bereits das Drehbuch zu Ein irres Klassentreffen geschrieben hatte, Bernardino Zapponi und Mario Monicelli das Nastro d’Argento für den Film Die tolldreisten Streiche des Marchese del Grillo, 1986 folgte die fünfte Auszeichnung für Hoffen wir, daß es ein Mädchen wird. In den 90er Jahren konnte er mit Al lupo, al lupo ein letztes Mal das Nastro d’Argento gewinnen, 2003 war er nominiert, scheiterte jedoch.
Auch bei anderen Preisverleihungen konnte De Bernardi erfolgreich sein, so gewann er bei vier Nominierungen drei Mal den David di Donatello: 1977 für den Film La stanza del vescovo, 1986 für Hoffen wir, daß es ein Mädchen wird und 1988 für Ich und meine Schwester. Auch hier hatte De Bernardi an allen Drehbücher mit Leo Benevuti zusammengearbeitet. Für sein Drehbuch zur Fernsehserie Come quando fuori piove erhielt er zudem den Golden FIPA.
Noch kurz vor seinem Tode schrieb er das Drehbuch für Amici miei – Come tutto ebbe inizio und den Film So I Say mit Harvey Keitel und Gérard Depardieu. Co-Autor war dabei Anusavan Salamanian. Am 8. Januar des Jahres 2010 verstarb er in Mailand.

## Filmografie (Auswahl)
- 1953: Der Tempelschatz von Bengalen (Il tesoro del Bengala)
- 1954: Die schwarzen Teufel von Romangai (La vendetta dei Tughs)
- 1955: Freunde fürs Leben (Amici per la pelle)
- 1956: Die schönen Mädchen von Florenz (Le ragazze di San Frediano)
- 1957: Ferien auf der Sonneninsel (Vacanza a Ischia)
- 1958: Die Mine (La mina)
- 1958: Die Versuchung (L’uomo di paglia)
- 1961: Das Mädchen mit dem leichten Gepäck (La ragazza con la valigia)
- 1961: Halt mal die Bombe, Liebling (Che gioia vivere)
- 1962: Kaiserliche Venus (Venere imperiale)
- 1963: Kali Yug: Die Göttin der Rache (Kali Yug)
- 1963: Kali Yug, 2. Teil: Aufruhr in Indien (Kali Yug II)
- 1963: Taxifahrer (I 4 tassisti)
- 1963: Verrückte Seefahrt (Mare matto)
- 1964: Verrückter Sommer (Frenesia dell’estate)
- 1964: Hochzeit auf italienisch (Matrimonio all’italiana)
- 1965: Einmal zu wenig, einmal zu viel (I complessi)
- 1965: Genosse Don Camillo (Il compagno Don Camillo)
- 1966: Eine Frage der Ehre (Una questione d’onore)
- 1966: Ein fast perfekter Mörder (Delitto quasi perfetto)
- 1966: Der Unverstandene (Incompreso (vita col figlio))
- 1968: Serafino, der Schürzenjäger (Serafino)
- 1971: Zwei Trottel an der Front (Armiamoci e partite!)
- 1972: Alfredo, Alfredo
- 1972: Don Camillo e i giovani d’oggi
- 1974: Ein Champion ist keine Ware (Sistemo l’america e torno)
- 1975: Die ehrenwerte Gesellschaft (Gente di rispetto)
- 1975: Das größte Rindvieh weit und breit (Fantozzi)
- 1975: Ein irres Klassentreffen (Amici mei)
- 1977: Das rote Zimmer (La stanza del vescovo)
- 1979: Reise mit Anita (Viaggio con Anita)
- 1981: Die tolldreisten Streiche des Marchese del Grillo (Il marchese del Grillo)
- 1981: Dr. Jekylls unheimlicher Horrortrip (Dottor Jekyll e gentile signora)
- 1982: Mirandolina (La locandiera)
- 1982: Giuseppe Verdi – Eine italienische Legende (Verdi)
- 1982: Meine Freunde (Amici mei – atto II)
- 1984: Es war einmal in Amerika (Once upon a time in America)
- 1986: Hoffen wir, daß es ein Mädchen wird (Speramo que sia femmina)
- 1986: Ach, du dickes Ei (Sette chili in sette giorni)
- 1986: Cordelli gegen die Mafia (Il tenente dei carabinieri)
- 1986: Ich krieg’ die Tür immer noch nicht zu (Superfantozzi)
- 1987: Ich und meine Schwester (Io e mi sorella)
- 1987: Vagabunden wie wir (I picari)
- 1988: Fantozzi geht in Pension (Fantozzi va in pensione)
- 1988: Schulkameraden (Compagni di scuola)
- 1989: Der Bulle und das Kind (Il bambino e il poliziotto)
- 1989: Gepeinigt (La cintura)
- 1990: Eine Nacht mit Alice (Stasera a casa di Alice)
- 1992: Sperelli setzt sich durch (Io, speriamo che me la cavo)
- 1999: Die letzte Station